# Craig Dixon
Craig Kline Dixon (Los Angeles, 3 marzo 1926 – Westwood, 25 febbraio 2021) è stato un ostacolista statunitense.

## Palmarès

### Olimpiadi
- Bronzo a Londra 1948 nei 110 metri ostacoli.